# Меум атамантовый
Меум обыкновенный — многолетнее травянистое пряно-ароматическое, декоративное и лекарственное растение, типовой вид рода Меум семейства Зонтичные. В литературе и интернете часто встречаются синонимичные названия Меум атамантовый и Меум голый, однако, не подкрепленные авторитетными ботаническими источниками.

## Название
По наиболее распространенной версии, научное латинское родовое название происходит от др.-греч. μεῖον («meion») — меньший, по относительно небольшим размерам растения. Альтернативный вариант предполагает что в основу лег корень др.-греч. μαῖον («maion») до-греческого происхождения, означающий разновидность клевера. Окончательная форма др.-греч. μῆον («meon») использовалась в качестве названия растения Меум обыкновенный. Русскоязычное родовое название является транслитерацией латинского.
С видовым эпитетом "обыкновенный" в русскоязычной ботанической литературе традиционно описываются типовые виды, либо единственные виды монотипных родов вне зависимости от латинского видового наименования. Встречающийся в литературе и интернет-источниках видовой эпитет "атамантовый" образован от названия другого рода растений семейства Зонтичные — Athamanta, в который Меум атамантовый включался ранее под названием Athamanta meum.
В ботаническом словаре Анненкова упоминаются тривиальные русскоязычные названия вида Лесник, Прорезная трава, Медведка, Медвежий корень (ср. нем. Bärenfenchel — медвежий фенхель; нем. Bärenwurzel — медвежий корень; англ. Bear wort — медвежья трава).

## Ботаническое описание[4][5]
Многолетнее травянистое корневищное растение 15-45 (7-60) см высоты, с приятным сильным ароматом. Все части растения голые.
Стебли прямостоячие, слабо ветвистые, бороздчатые, расставленно облиственные. В нижней части обёрнуты жёсткими волокнистыми остатками листовых черешков.
Листья в основном в густой прикорневой розетке, в очертании продолговатые, трижды или четырежды перисто-рассечённые, конечные дольки супротивные, очень тонкие, нитевидно-линейные, не более 2-5 мм ширины, раскидистые, направленные во все стороны, насыщено-густо-зелёные. Черешки длинные, не короче листовой пластинки, с крупными влагалищами, пурпурно-розовые.
Зонтики сложные, 5 см диаметром, с 3-15 лучами. Листочки обёртки немногочисленные, в числе 3-6 штук, узколинейные. Листочки обёрточки в числе 4-8 штук, мелкие. Цветки очень мелкие, преимущественно мужские, белые или бело-розовые.
Плод — до 5-7(10) мм длины, сухой, дробный, яйцевидно-продолговатый (пропорции длина: ширина как 2:1), коричневый.
В Северном полушарии цветёт в июне-июле.

## Распространение и экология
В природе встречается в субальпийском поясе гор Западной и Центральной Европы, также охватывая регионы Центральной Болгарии и итальянской Калабрии на юге до северной оконечности Шотландии, где был обнаружен в 2000г. Встречается в европейской части России, на Украине (Карпаты). Редкое адвентивное растение в Ленинградской области.
Отмечен как инвазивный вид на территории Дании и России.
Растёт на лесных полянах, опушках лесов, в зарослях кустарников. Предпочитает сухие неокультуренные травянистые сообщества, луга с бурыми почвами нейтральной или слегка кислой реакции. В Британии в основном встречается на высоте менее 300 м над уровнем моря, хотя отдельные популяции обнаружены до 610 м. В центральноевропейских горных регионах ареал произрастания охватывает пояс от 550 до 2900 м над уровнем моря.

## Значение и применение

### В народной медицине
С лечебной целью используются корни и плоды, их отвар в прошлом назначали при атонии кишечника, истерии, аменореях и дисменореях, лихорадках, метеоризме. В корнях обнаружено эфирное масло 0,17—0,7 %, полиацетиленовые соединения, фталиды, фенолкарбоновые кислоты и их производные, кумарины (пеуцеданин). Трава содержит эфирное масло 0,88 %, стероиды (бета-ситостерин), высшие алифатические спирты (цериловый). В плодах найдено эфирное масло 0,6—1,7 %, в его составе: изобутилидеидигидрофталид, фенилфталид, бутилфталид, бензилфталид, бутилиденфталид, лигустилид, кумарины; жирное масло 18,5 %, в его составе петрозелиновая кислота 83 %.

### В декоративном садоводстве
Меум атамантовый пользуется популярностью благодаря чрезвычайно эффектным ажурным кустикам около 30 см высотой. Основа декоративности — прикорневые листья. Они мелкоперисто-рассеченные, тёмно-зелёные и напоминают зелень хвощей или некоторых видов аспарагуса (спаржи). В средней полосе России цветёт в середине лета зонтичными соцветиями, собранными из мелких белых или розовых цветков. Цветоносные стебли прямые, облиственные, до 50 см высотой. К почвам растение неприхотливо, но предпочитает плодородные суглинки; засухоустойчиво, зимостойко. Размножается свежими семенами и делением весной в начале роста. Пересадки не любит и не нуждается в ней многие годы. Использование: для посадки на террасах каменистых горок и в миксбордере. Морозостоек до минус 18 °C.

## Классификация

### Таксономия[13]
Meum athamanticum Jacq., 1776, Fl. Austriac. 4: 2
Вид Меум атамантовый относится к роду Меум (Meum) семейства Зонтичные (Apiaceae) порядка Зонтикоцветные  (Apiales). Кладограмма в соответствии с Системой APG IV:
|  |                                      |  |                                   |                                   |                     |  | ещё 6 семейств | ещё 6 семейств |                  |  |  |  | еще 7 в статусе "непроверенных" |
|  |                                      |  |                                   |                                   |                     |  | ещё 6 семейств | ещё 6 семейств |                  |  |  |  | еще 7 в статусе "непроверенных" |
|  |                                      |  |                                   | порядок Зонтикоцветные            |                     |  |                |                | род Меум         |  |  |  |                                 |
|  |                                      |  |                                   | порядок Зонтикоцветные            |                     |  |                |                | род Меум         |  |  |  |                                 |
|  | отдел Цветковые, или Покрытосеменные |  |                                   |                                   | семейство Зонтичные |  |                |                | Меум атамантовый |  |  |  |                                 |
|  | отдел Цветковые, или Покрытосеменные |  |                                   |                                   | семейство Зонтичные |  |                |                |                  |  |  |  |                                 |
|  |                                      |  | ещё 63 порядка цветковых растений | ещё 63 порядка цветковых растений |                     |  |                | ещё 447 родов  | ещё 447 родов    |  |  |  |                                 |
|  |                                      |  |                                   | ещё 63 порядка цветковых растений |                     |  |                |                | ещё 447 родов    |  |  |  |                                 |

### Синонимы
- Aethusa meum  L.
- Aethusa tenuifolium  Salisb.
- Athamanta meum  L.
- Carum meum  Stokes
- Ligusticum meum  Crantz
- Meonitis chloranthes  Raf.
- Meum anethifolium  G.Gaertn., B.Mey. & Scherb.
- Meum athamanta  Pers.
- Meum athamanticum subsp. nevadense  (Boiss.) Malag.
- Meum athamanticum var. nevadense  (Boiss.) Molero Mesa & Pérez Raya
- Meum capillaceum  Dulac
- Meum nevadense  Boiss.
- Selinum meum  E.H.L.Krause
- Seseli meum  Scop.